# Barna medvelepke
A barna medvelepke (Hyphoraia aulica) a kvadrifid bagolylepkefélék családjába tartozó, Eurázsiában honos lepkefaj.

## Megjelenése
A barna medvelepke szárnyfesztávolsága 3,2-4,4 cm. Feje és tora barna, gallérján és válla szélén halványsárga szegéllyel. Potroha sárgás, a hím keskeny, a nőstényen széles fekete gyűrűzöttséggel. Hasi oldala sárga, némi vörösesbarna szőrzettel, lábai sárgák vagy vörösbarnák. Az elülső szárny barna, 5-9 szabálytalan alakú, éles határú vajsárga folttal. Rojtja barna. A hátulsó szárny világos narancssárga, rajzolatát két szélső, egy középső és egy szárnytő alsó peremén elhelyezkedő és "visszaforduló" nagy, fekete, szabálytalan alakú folt alkotja, amelyek gyakran a szárny döntő részét kitöltik és sokszor össze is folyhatnak. Az elülső szárny fonákja halványbarna, peremén erősebben barnás, világosszürkén behintett. A hátulsó szárny sárga, a sötét rajzolat halványabb, inkább csak sötétszürke, szegélye barna.
A foltok kiterjedtsége változékony, néha a nőstény hátulsó szárnya szinte teljesen fekete.
Petéi félgömb alakúak, halványsárga vagy fehéres színűek.
Hernyója fekete; feje, szemölcsei is feketék. Erős, sűrű szőrzete rozsdabarna, a 6. szelvényen hosszú és fekete. Bábja sötétbarna vagy feketésbarna.

### Hasonló fajok
Magyarországon nem él másik, hozzá hasonló faj.

## Elterjedése
Eurázsiában honos Franciaországtól egészen Japánig. A Brit-szigetekről hiányzik. Az Alpoktól délre a nagyon hasonló Hyphoraia testudinaria váltja. Magyarországon ritka, csak helyenként fordul elő a Dunántúlon és az Északi-középhegységben.

## Életmódja
Tápanyagszegény talajú, meleg rétek, legelők, sziklalejtők, homoki gyepek lakója, ahol a magasabb vegetáció ritkás és sok moha található. Speciális élőhelyigénye miatt száma az utóbbi évtizedekben megcsappant.
Évente egy nemzedéke nő fel, imágói május elejétől június végéig repülnek. A hímek nappal, a déli órákban repülnek, majd a nőstényekkel együtt éjjel is. Hernyója polifág, különféle lágyszárú növények (pl. hölgymál, kutyatej, útifű, cickafark, oroszlánfog, pimpó, aggófű, lórom, gyermekláncfű) leveleivel táplálkozik. A hernyó áttelel és a következő évben kora tavasszal, márciusban, kora áprilisban ismét aktivizálódik; sűrű fekete-rozsdavörös szőrzete, "papmacskás" külseje miatt ilyenkor könnyű észrevenni. Teljesen kifejlődve laza, fehér szövedékben bebábozódik.

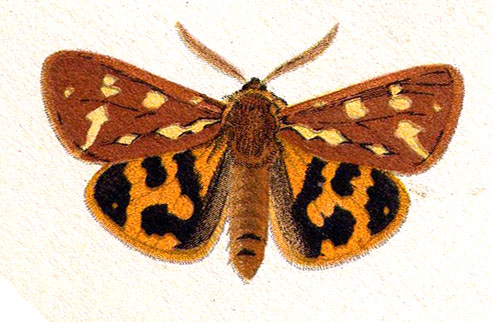
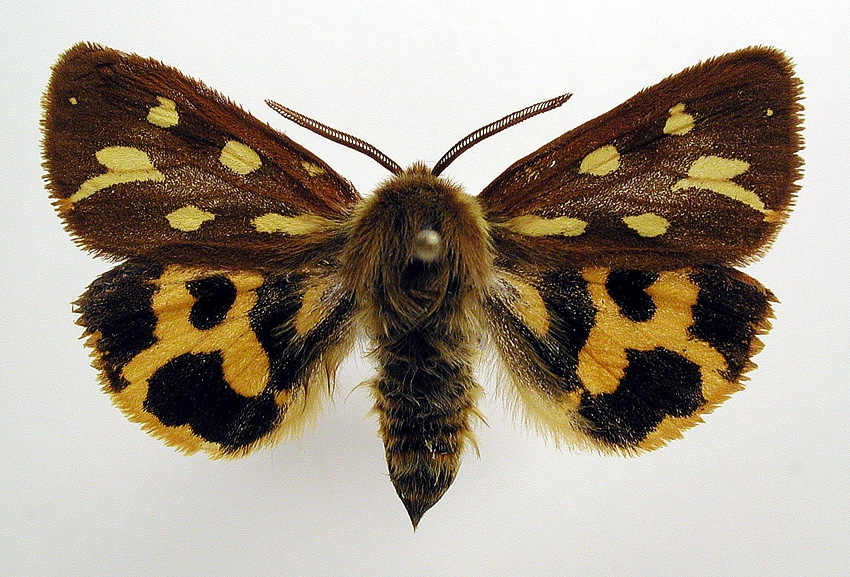
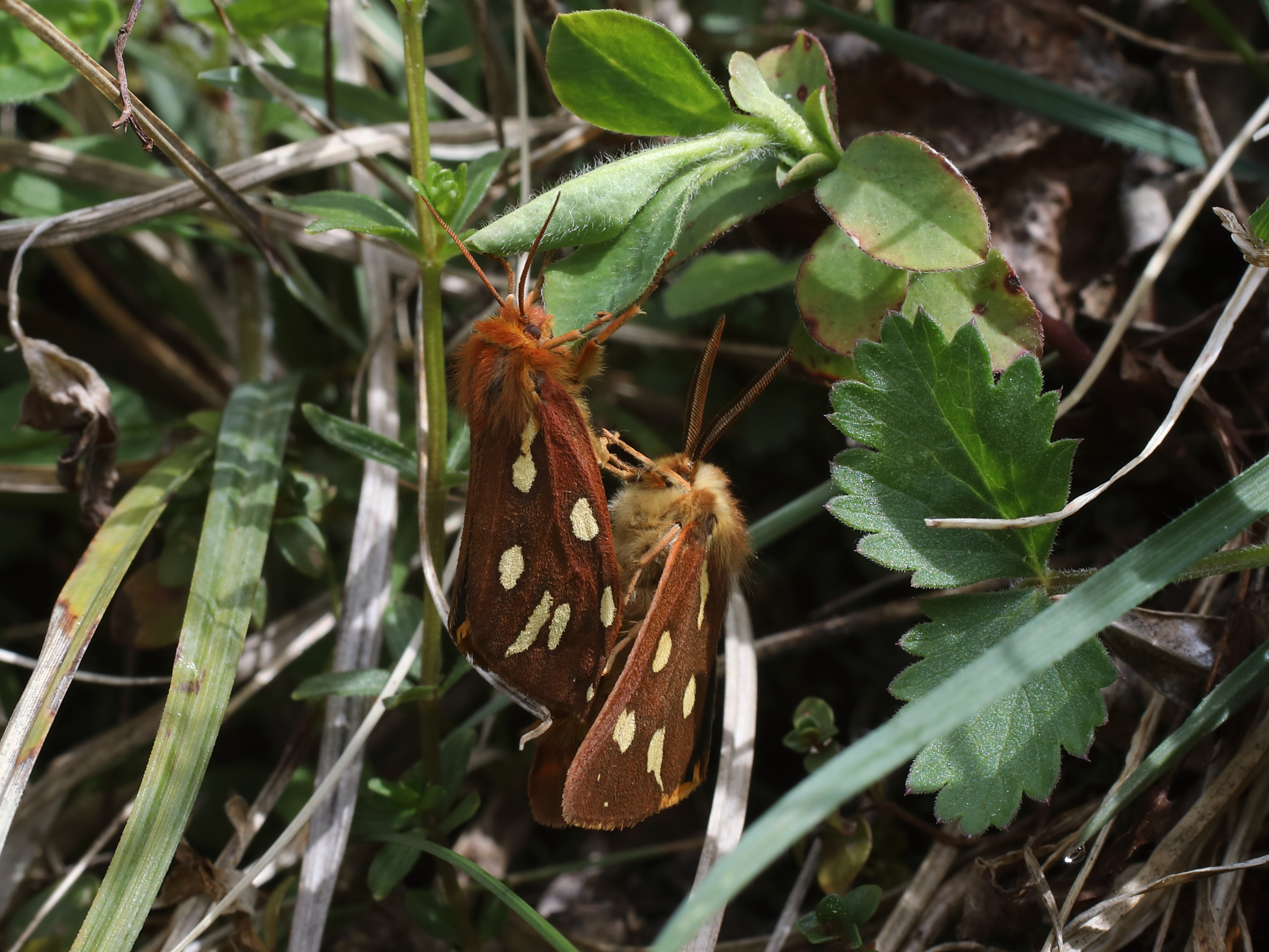
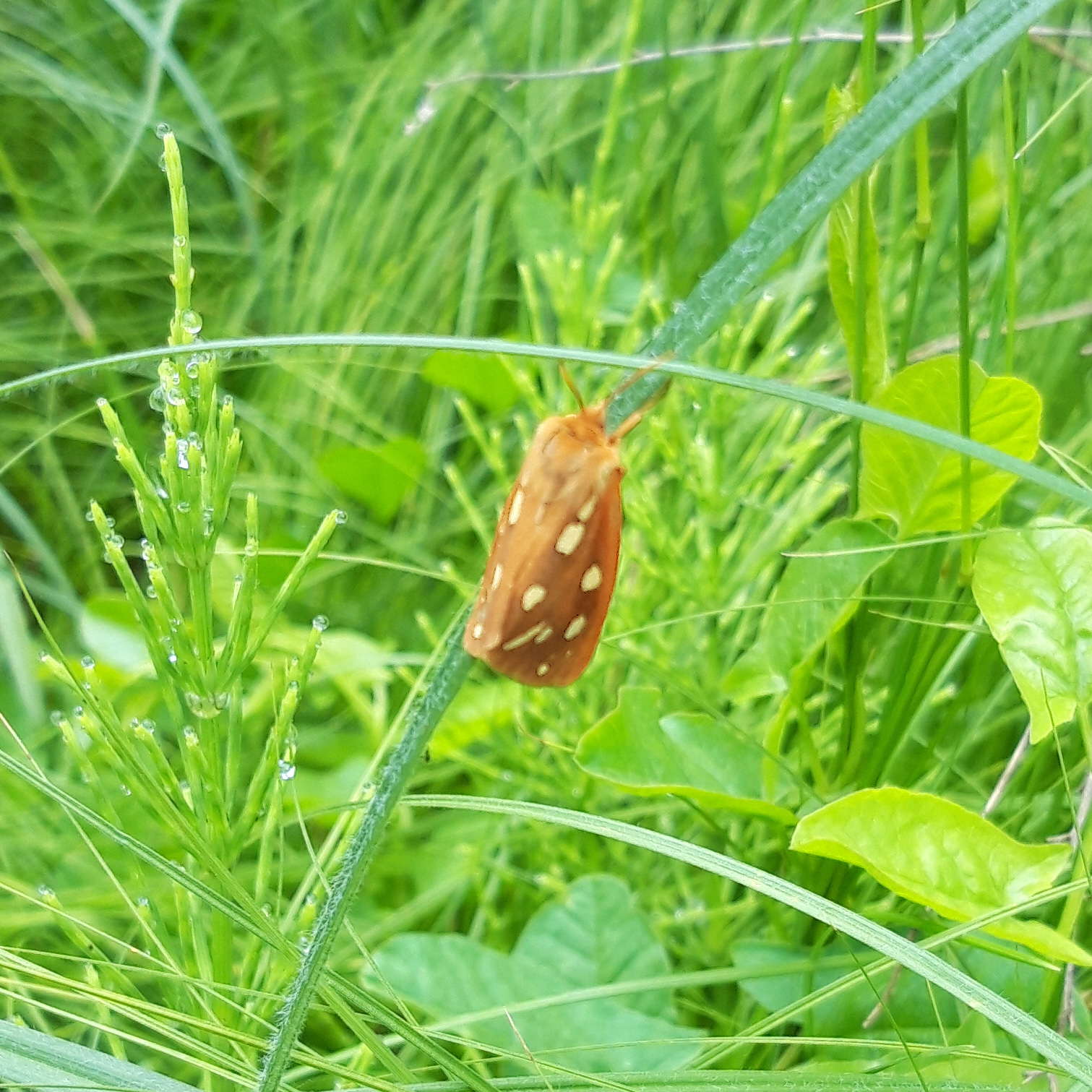
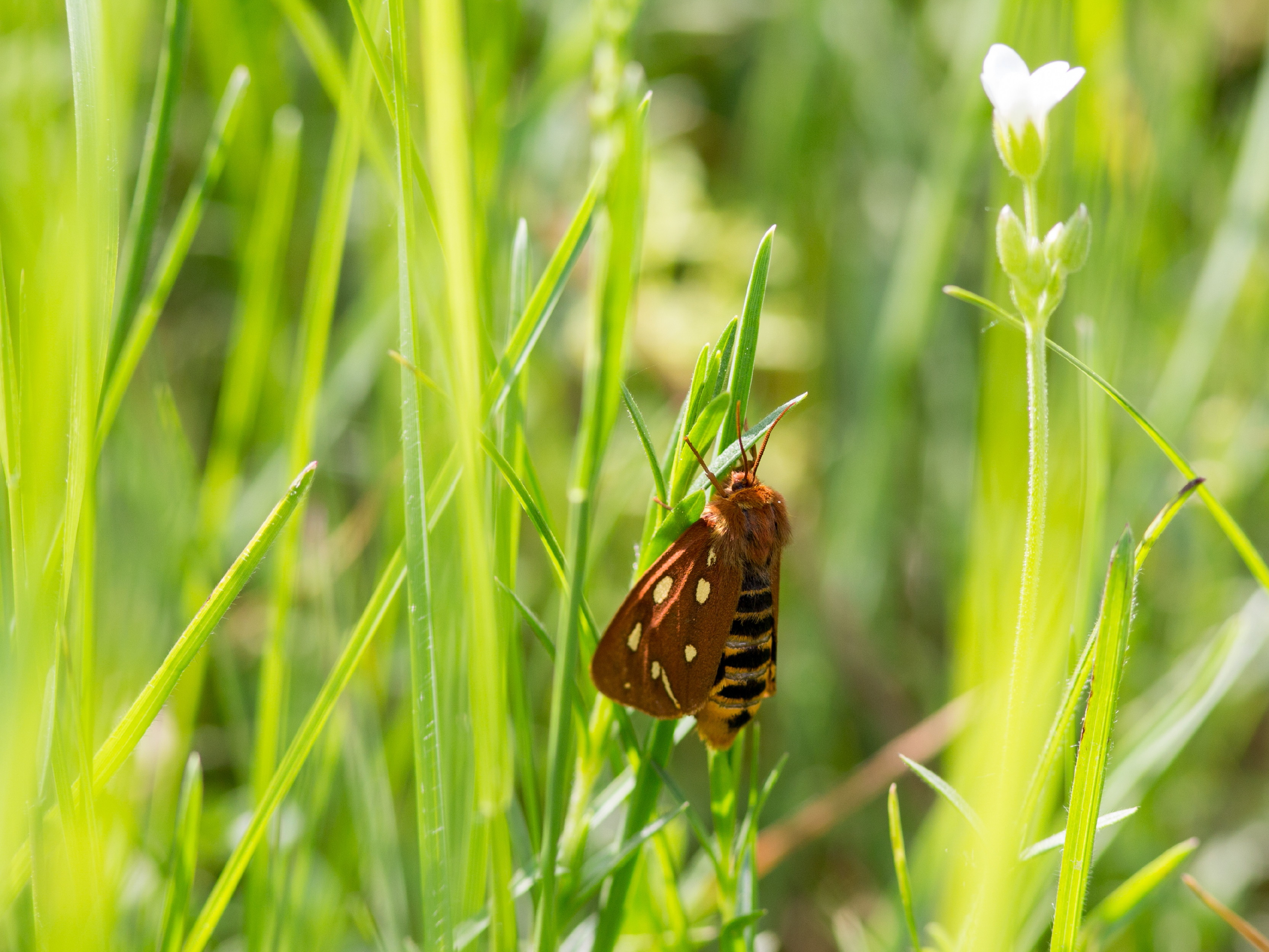

Magyarországon nem védett.